# Missourifloden
Missourifloden (engelska: Missouri River) är en högerbiflod till Mississippifloden. Med sin längd på 4 125 km noteras floden ibland som den längsta i USA – längre än Mississippiflodens 3 776 km. Om källflöden med egna namn räknas bort återstår dock endast en flodlängd på 3 726 km. Oftast behandlas Mississippi–Missouri som delar av ett och samma flodsystem, vilket då räknas som världens fjärde längsta flod.

## Geografi
Missourifloden löper genom sjudelstater – Montana, North Dakota, South Dakota, Nebraska, Iowa, Kansas och Missouri. Dessutom avvattnar dess tillflöden även delar av Wyoming, Colorado och Minnesota, samt de kanadensiska provinserna Alberta och Saskatchewan. Totalt avvattnar Missourifloden med tillflöden totalt 1 368 000 km², vilket motsvarar cirka en sjättedel av USA:s yta. Avrinningsområdet täcker stora delar av prärieområdet Great Plains.

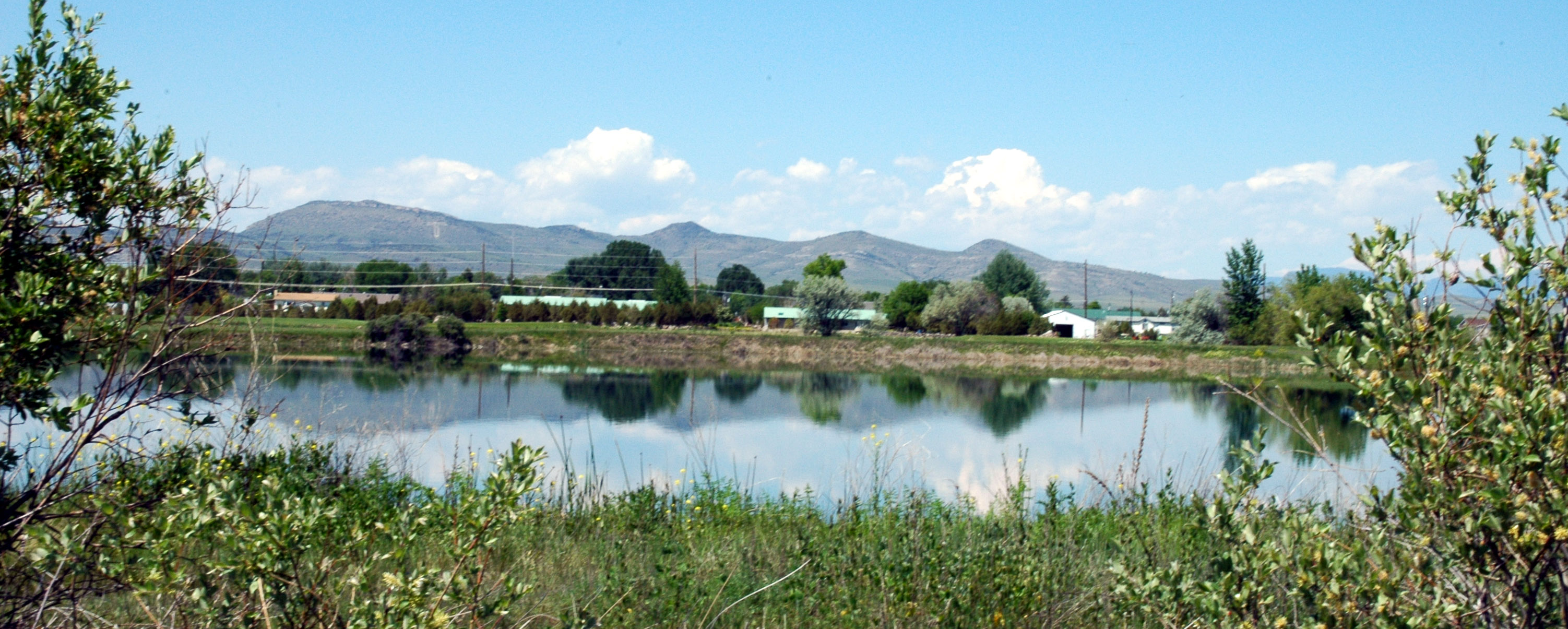
Vid Three Forks i Montana får Missourifloden sitt namn.

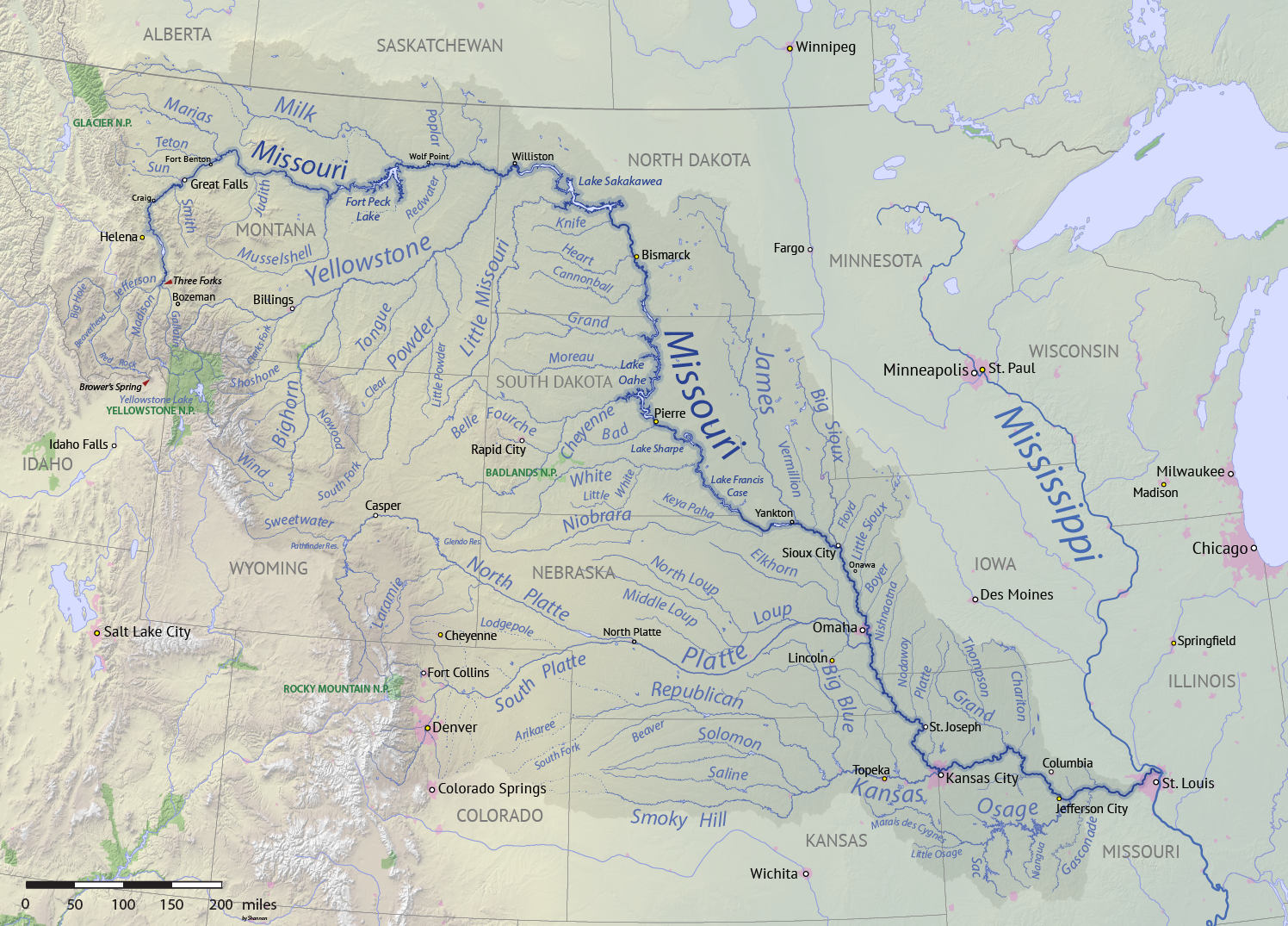
Missouriflodens lopp genom sju delstater, samt tillflödena.

Som flodens och hela flodsystemets huvudkälla noteras ofta Brower's Spring i den sydvästra delen av Montana, i Klippiga bergen. Därefter namnges bergsflödet som Red Rock, sedan som Beaverhead och därefter som Jefferson (efter sammanflödet med vattendraget Big Hole. Vid Three Forks flyter den sedan ihop med Madison och Gallatin, och därifrån bär floden namnet Missouri(floden). Brower's Spring ligger nära delstatsgränsen till Idaho, och gränsen mellan Montana och Idaho löper längs en lång sträcka parallellt med vattendelaren mellan väst och öst, mellan Columbiaflodens flodbäcken och det för Mississippi-Missouri.
De enda större vänsterbifloderna till Missouri är Milk och James. Västerbiflodernas längd vid Missouriflodens nedre lopp begränsas av konkurrens med Missippiflodens eget flodsystem.
Bland de större högerbifloderna finns Yellowstone, Little Missouri, Cheyenne, Niobrara, Platte, Kansas och Osage. Både Yellowstone och Platte är långa floder med rika förgreningar. Platte är den största av Missouriflodens tillflöden, och dess källflöde North Platte är självt en av Nordamerikas längre floder.

## Ekonomisk betydelse
Missourifloden rinner ut i Mississippifloden på gränsen mellan delstaterna Missouri och Illinois. Vid flodernas sammanflöde finns staden Saint Louis, en strategiskt belägen knutpunkt för både flodbunden och annan trafik. Andra viktigare städer längs med Missourifloden är Great Falls (i Montana), Bismarck (huvudstad i North Dakota), Pierre (huvudstad i South Dakota), Sioux City, Omaha, Kansas City och dess namne i Missouri samt Jefferson City.
Längs med floden har ett antal kraftverksdammar konstruerats. Därigenom har bland annat vattenmagasinen Fort Peck Lake, Lake Sakakawea och Lake Oahe skapats. Dammprojekten har både gett elkraft och möjligheter till konstbevattning av stora omgivande slättområden. Dessutom har vattenkraftsdammarna minskat risken för översvämningar.
Missouriflodens medelvattenföring vid utloppet i Mississippifloden är cirka 2 220 m³/s, och högsta uppmätta vattenföring är 19 000 m³/s. Användningen av flodvattnet till konstbevattningsändamål i området har dock minskat vattenföringen; bland annat omleds nästan hela Platteflodens "tilltänkta" vattentillskott från de båda tillflödena North och South Platte nedströms staden North Platte i en separat bevattningskanal.

## Etymologi
Namnet Missouri kommer från algonkinspråket. Betydelsen är "stora gyttjefloden".